# Пинагоровые
Пинагоровые, или круглопёровые, или круглопёрые (лат. Cyclopteridae), — семейство морских лучепёрых рыб отряда скорпенообразных (Scorpaeniformes). Распространены в умеренных и холодных водах Северного полушария.
Название семейства происходит от слов др.-греч. κύκλος — «круг» и др.-греч. πτέρυξ — «плавник».

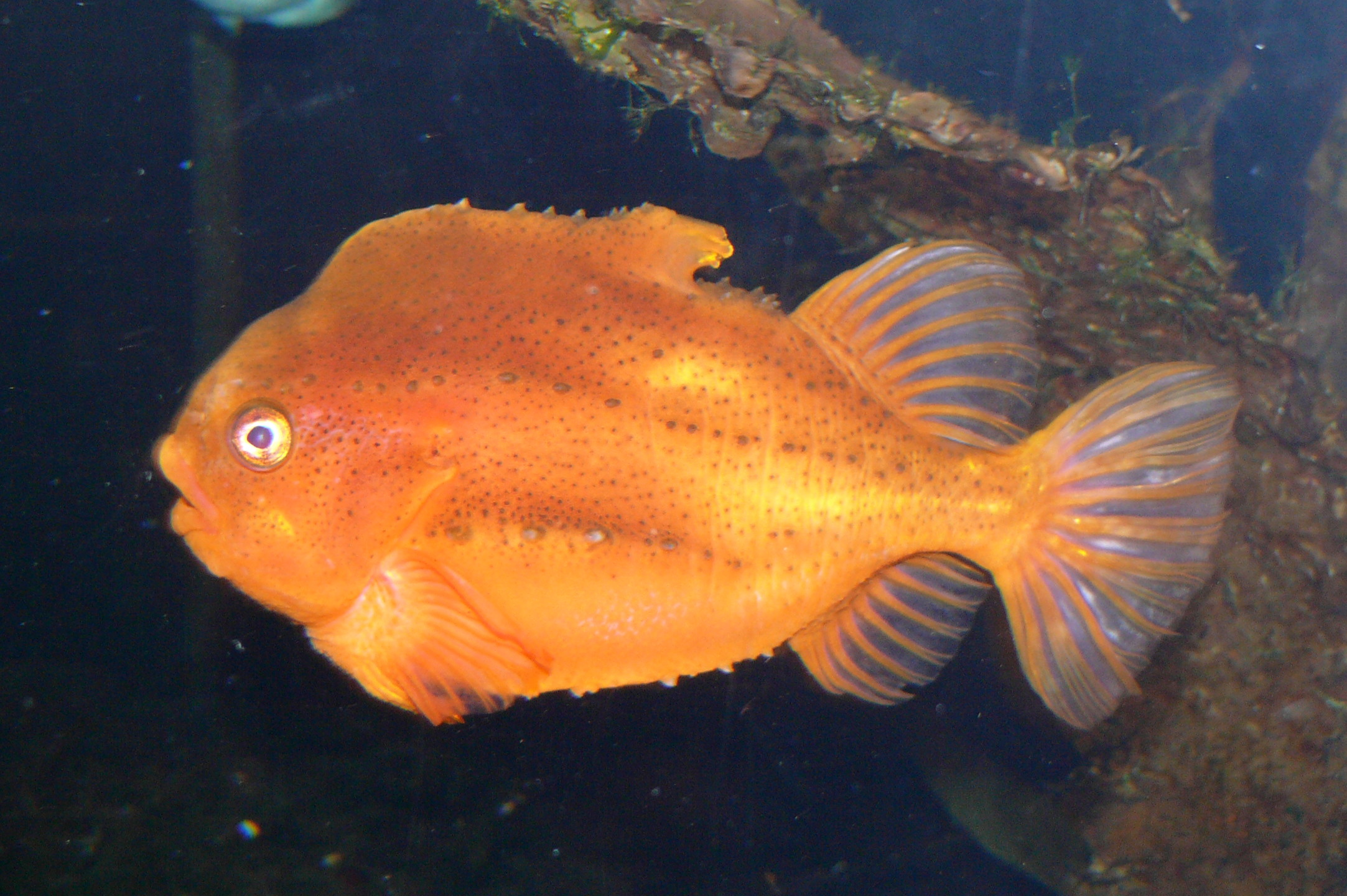
Cyclopterus lumpus

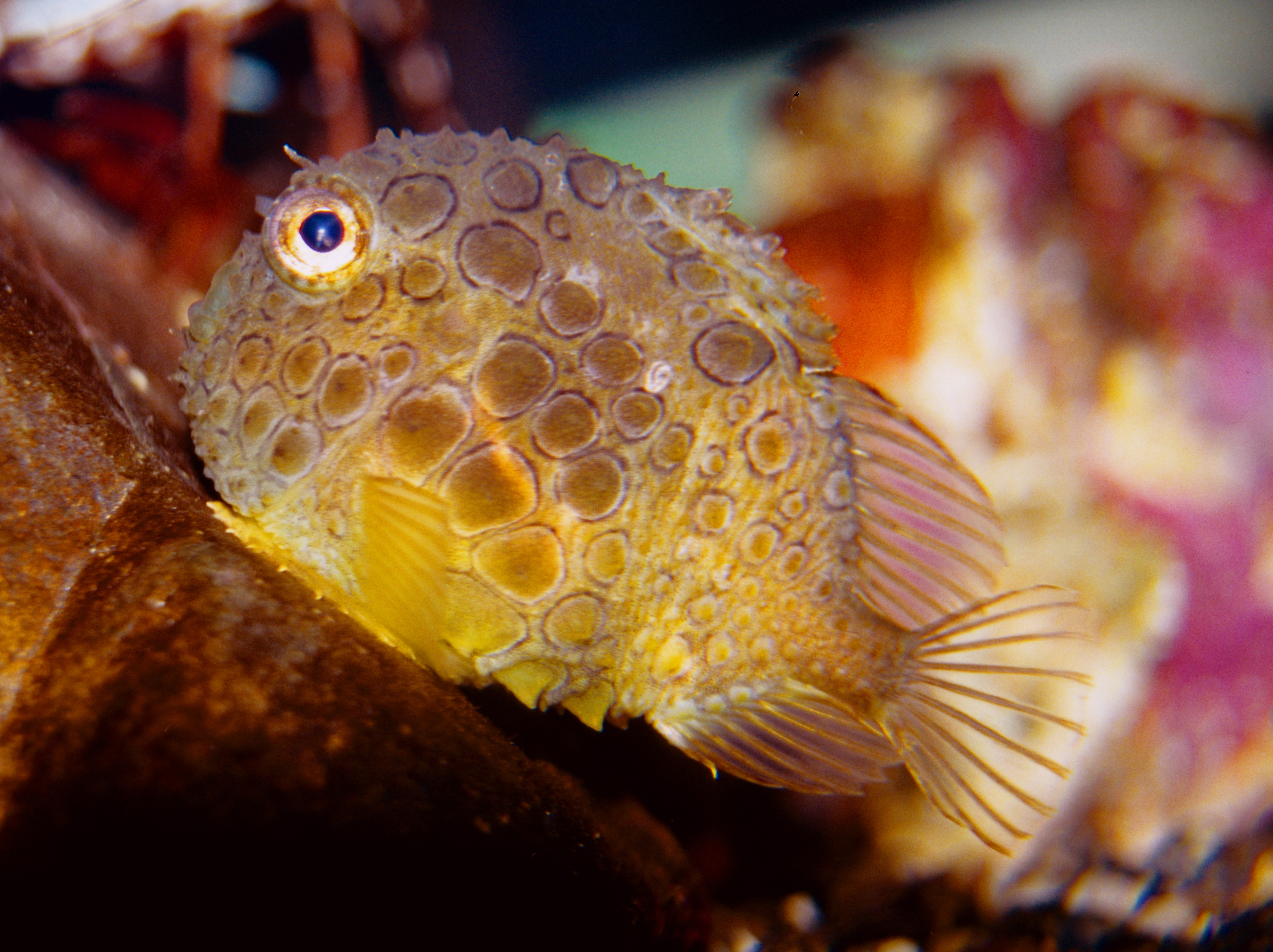
Eumicrotremus orbis

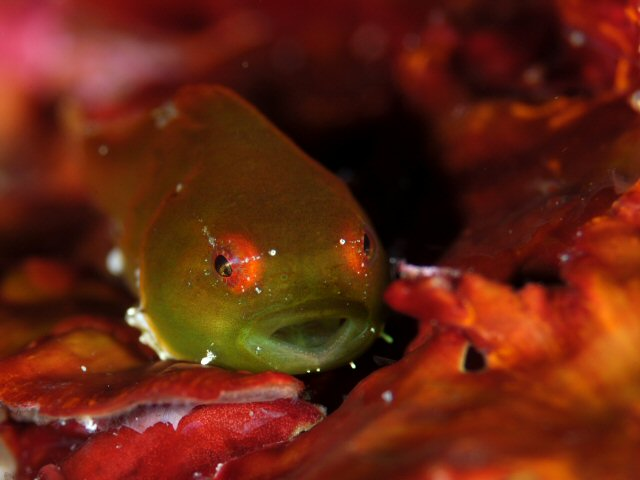
Lethotremus awae

## Описание
Максимальная длина тела около 60 см.
Тело короткое, толстое, шаровидной формы, лишено чешуи, покрыто костными бугорками и шипиками, расположенными в несколько рядов. Два коротких спинных плавника, первый из которых может быть скрыт под кожей (не виден совсем или имеет вид мясистого выступа на спине). Второй спинной плавник с 8—13 мягкими лучами и короткий анальный плавник с 7—13 мягкими лучами никогда не сливаются с хвостовым плавником. Хвостовой плавник крупный с закруглённым или выпуклым задним краем.
Плавательный пузырь отсутствует.
Окраска варьируется у разных видов от оливково-бурой до серо-зелёно-голубой. У многих видов отмечены брачные изменения окраски в нерестовый период и половой диморфизм.

## Питание
При придонных слоях питаются беспозвоночными, мелкими ракообразными, моллюсками. Пинагор большую часть года питается гребневиком Beroe cucumis. В пелагиали основной пищей становятся медузы, эвфаузиды и личинки рыб.

## Размножение
Половой зрелости достигают в возрасте 2—4 лет. Для нереста подходят ближе к берегам на мелководье. Икра откладывается на дно или водную растительность. Самцы охраняют кладки икры в течение инкубационного периода.

## Распространение
Представители семейства распространены в умеренных и холодных водах Атлантического, Тихого и Северного Ледовитого океанов. Встречаются в Северном, Балтийском, Баренцевом, Белом, Гренландском и Карском морях.
Большая часть видов отмечена в Тихом океане от Японского моря до Берингова пролива и остова Ванкувер.
Многие виды ведут придонный образ жизни вблизи берегов на глубине до 50—220 м. Однако некоторые виды (например, пинагор) совершают протяжённые миграции и длительное время обитают в пелагиали открытого моря.

## Хозяйственное значение
Единственным промысловым видом в семействе является пинагор. Общий мировой вылов в 2010 году достиг 20 тыс. тонн.

## Классификация
В состав семейства включают 6 родов и 28 видов:
- Род Aptocyclus De la Pylaie, 1835 — Аптоциклы, или рыбы-лягушки, монотипический
  - Aptocyclus ventricosus (Pallas, 1769) — Аптоцикл, или гладкая рыба-лягушка
- Cyclopsis Popov, 1930 — монотипический
  - Cyclopsis tentacularis Popov, 1930
- Lethotremus Gilbert, 1896 — Летотремы[3]
- Cyclopteropsis Soldatov & Popov, 1929 — Циклоптеропсисы, или круглопёрики[3]
- Eumicrotremus Gill, 1862 — Круглопёры, или колючие пинагоры
- Cyclopterus Linnaeus, 1758 — Пинагоры, монотипический
  - Cyclopterus lumpus Linnaeus, 1758 — Пинагор